# Dmytro Šastal
Dmytro Volodymyrovyč Šastal (in ucraino Дмитро Володимирович Шастал?; 30 dicembre 1995) è un calciatore ucraino, centrocampista del Veres Rivne in prestito dal Polіssja Žytomyr.

## Caratteristiche tecniche
È un esterno destro.

## Carriera
Ha militato nelle divisioni inferiori del calcio ucraino fino al 2018 quando è stato acquistato dell'Oleksandrija. Ha debuttato in Prem"jer-liha il 6 marzo seguente disputando l'incontro pareggiato 0-0 contro lo Zirka.